# Kővágó Ferenc
Kővágó Ferenc (1900–1978 magyar labdarúgó.

## Sikerei, díjai
Ferencvárosi TC
- Magyar bajnokság
  - ezüstérmes: 1921–22
  - bronzérmes: 1922–23